# Arbeitsgericht Oppeln
Das Arbeitsgericht Oppeln war ein Gericht der Arbeitsgerichtsbarkeit mit Sitz in Oppeln.

## Geschichte
Gemäß Arbeitsgerichtsgesetz vom 23. Dezember 1926 wurden in Deutschland Arbeitsgerichte gebildet. Diese waren nur in der ersten Instanz organisatorisch selbstständige Gerichte, die Landesarbeitsgerichte waren den Landgerichten zugeordnet. Am Landgericht Gleiwitz entstand so 1927 das Landesarbeitsgericht Gleiwitz als eines von drei Landesarbeitsgerichten im Bezirk des Oberlandesgerichtes Breslau. In Oppeln entstand das Arbeitsgericht Oppeln. Sein Sprengel umfasste den Bezirk der Amtsgerichte Carlsruhe, Falkenberg, Groß Strehlitz, Guttentag, Krappitz, Kupp, Leschnitz und Oppeln. Es bestand je eine Kammer für Arbeiter, für Angestellte und für Handwerk. Daneben bestand eine Kammer für die Mitarbeiter der Reichsbahndirektion Oppeln.
Nach der Besetzung Deutschlands durch die Alliierten wurden 1945 die Deutschen vertrieben und die Geschichte des Arbeitsgerichts Oppeln endete.